# Arneiro das Milhariças
Arneiro das Milhariças ist eine Gemeinde (Freguesia) im portugiesischen Kreis Santarém. In ihr leben 738 Einwohner (Stand 19. April 2021).